# برزخ (جغرافيا)

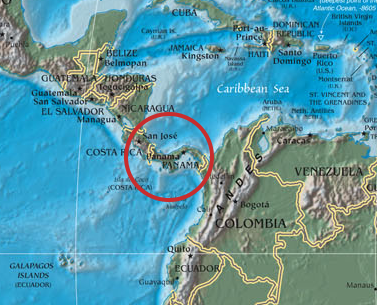
برزخ بنما الذي يربط أمريكا الشمالية بأمريكا الجنوبية

البرزخ في الجغرافيا، حاجز أرضي بين محيطين مائين، وهو شريط ضيق من اليابسة محاط من الجهتين بالماء وغالبا ما يصل كتلتين يابستين ذواتا حجم كبير نسبيا ببعضهما.

## البرزخ عكس المضيق
يُعد البرزخ مثالا طبيعيا، على عكس المضيق إذ أن المضيق هو قناة مائية ضيقة تصل مسطحين مائيين كبيرين ببعضهما. يتم عادة اختيار البرزخ لبناء القنوات المائية كقناة بنما أو قناة السويس التي شُقّت في يابسة «برزخ السويس» الذي هو أضيق مسافة بين البحر الأحمر والبحر الأبيض المتوسط. تلك القنوات لا تُعدّ مضائق، بل هي قنوات محفرة في برازخ.

## لغوياً
أما لغويا، فالبَرْزَخُ هو ما بين كل شيئين، أو الحاجز بين الشيئين، كما يطلق عليه اسم المضيق.

## قائمة ببعض البرازخ المشهورة
- برزخ بنما وهو أشهر برازخ العالم ويصل أمريكا الشمالية بأمريكا الجنوبية.
- برزخ تيهوانتيبيك.
- برزخ كورنث.